# Павловский (Клинцовский район)
Павловский — посёлок в Клинцовском районе Брянской области России. Входит в состав Коржовоголубовского сельского поселения.

## География
Посёлок находится в юго-западной части Брянской области, в зоне хвойно-широколиственных лесов, на левом берегу реки Ельни, к востоку от автодороги 15К-1304, на расстоянии примерно 11 километров (по прямой) к северо-востоку от города Клинцы, административного центра района. Абсолютная высота — 164 метра над уровнем моря.

### Климат
Климат характеризуется как умеренно континентальный, с тёплым летом и умеренно холодной снежной зимой. Среднегодовая многолетняя температура воздуха составляет 5,1 °С. Средняя температура воздуха самого тёплого месяца (июля) — 18,1 °C (абсолютный максимум — 38 °C); самого холодного (января) — −9,1 °C (абсолютный минимум — −42 °C). Безморозный период длится в среднем 153 дня. Среднегодовое количество атмосферных осадков составляет 599 мм, из которых большая часть выпадает в тёплый период. Снежный покров держится в течение 108 дней.

### Часовой пояс
Посёлок Павловский, как и вся Брянская область, находится в часовой зоне МСК (московское время). Смещение применяемого времени относительно UTC составляет +3:00.

## Население
| 2010 | 2013 |
| ---- | ---- |
| 3    | →3   |

### Национальный состав
8 человека (2022), 3 человека (2010), 3 человека (2013), 2 человек (2017), 13 человек 2021).
Будет упразднен как фактически не существующий в связи с переселением всех жителей на постоянное место жительства в другие населённые пункты.